# Far Cry 3: Blood Dragon
Far Cry 3: Blood Dragon је пуцачина из првог лица из 2013. године коју је развио Ubisoft Montreal, а објавио Ubisoft. То је самостална експанзија игре Far Cry 3 и седми део франшизе Far Cry. Blood Dragon је ретро-футуристичка пародија акционих филмова, цртаних филмова и видео игара из 1980-их, а радња се одвија на острву отвореног света. Играчи преузимају улогу војног киборга, наредника Рекса „Пауера“ Колта. Игра је у великој мери слична игри Far Cry 3, иако је неколико система из основне игре поједностављено или уклоњено, а игра представља и насловног Blood Dragon-а, масивног диносауруса који испаљује ласере из очију и може бити намамљен да напада непријатељске гарнизоне.
Развој игре је завршен за око шест месеци. Био је то део Убисофтове иницијативе да објави садржај за преузимање који би се допао новим играчима у серији, а тиму је био задатак да креира нешто неочекивано као што је садржај за преузимање за Far Cry 3. Игра је инспирисана филмовима из 1980-их као што су „The Wraith“ и „Terminator“, и новијим филмовима попут „Manborg“ и „Hobo with a Shotgun“. Редитељ игре „Hobo with a Shotgun“, Џејсон Ајзенер, постао је неформални саветник игре након што се спријатељио са редитељем игре, Дином Евансом. Мајкл Бин, који је играо наредника Кајла Риса у франшизи „Terminator“, позван је да позајми глас протагонисти игре, док је аустралијски синтвејв дуо Power Glove компоновао саундтрек за игру.
Far Cry 3: Blood Dragon је објављен за PlayStation 3 30. априла 2013. године, а за Windows и Xbox 360 1. маја 2013. године. Игра је добила генерално позитивне критике по објављивању и била је хваљена због гејмплеја, саундтрека и утицаја 1980-их, али су мишљења била подељена око покушаја игре да буде хумористична. Игра је била комерцијални успех за Ubisoft, јер је продата у милион примерака до августа 2013. године. Ремастеризована верзија игре објављена је у децембру 2021. године, доступна играчима који су купили сезонску пропусницу за Far Cry 6. Иако игра није имала наставак, спин-оф, Trials of the Blood Dragon, објављен је 2016. године. Анимирана серија за одрасле лабаво инспирисана игром Blood Dragon, под називом Captain Laserhawk: A Blood Dragon Remix, објављена је на Netflix-у у октобру 2023. године.

## Пријем
Far Cry 3: Blood Dragon је добио „генерално повољне“ критике, према Метакритику након објављивања. Игра је добила номинацију за игру године за преузимање на 17. годишњој додели D.I.C.E. награда, и освојила је VGX награду за најбољи DLC. Игра је продата у преко 500.000 примерака за два месеца, што је надмашило очекивања компаније Ubisoft, а њен успех је такође повећао продају игре Far Cry 3. На Gamescom-у 2013, објављено је да је игра продата у преко милион примерака.